# Filipe Mota
Filipe Mota (Patos de Minas, 4 de outubro de 2006) é um skatista profissional brasileiro, sendo a pessoa mais jovem da história a competir em uma edição da Liga Mundial de Skate Street, a SLS. Em 2020, ele fez a sua estreia nos X Games, aos treze anos, onde impressionou com um Big Flip Frontside Boardslide Shove-it, marcando sua imagem no cenário internacional do skate e tornando-se em uma das principais promessas do esporte nacional.
Durante sua trajetória, Filipe, em 2024, conquistou sua primeira medalha em uma competição dos X Games, no evento realizado na Califórnia, nos Estados Unidos, ficando em segundo lugar em uma Gold Match contra Nyjah Huston, um de seus ídolos na modalidade. No ano seguinte, aos 18 anos, durante edição principal comemorativa aos trinta anos dos X Games, ele conquistou a sua primeira medalha de ouro, na modalidade Street Best Trick, onde escreveu seu nome na história da competição.

## Vida pessoal
Filipe Mota, nasceu em Patos de Minas, município do interior do estado de Minas Gerais, em 4 de outubro de 2006. Quando tinha seis anos de idade começou a praticar o esporte por influência de seu irmão mais velho, que se desenvolveu quando começou a descer ladeiras ao lado do irmão, onde se tornou o ponto de partida de sua paixão pelo skate.
Aos 9 anos, o talento de Filipe para o skate era evidente, seu pai, Edson, decidiu investir em seu potencial e incentivá-lo. Para isso, comprou um skate profissional ao garoto, onde começou a levá-lo regularmente ao skate park da cidade e participar das competições regionais.
Posteriormente, com doze anos, Filipe e sua família mudaram-se para Los Angeles, Estados Unidos, em busca de novas oportunidades estruturais, profissionais e esportivas, onde passou por desafios em busca de sua profissionalização e um sonho.

## Carreira

### Início de carreira
Filipe, aos nove anos, começou a sua trajetória profissional no skate conquistando diversos campeonatos regionais e estaduais. No decorrer de sua caminhada, Filipe com a ajuda de seu pai, realizaram a produção de uma video part, idealizado pela Deemers, um dos patrocinadores do Filipe, eles tiveram a ideia de fazer um filme, "Deemers - Essencial" onde ganhou destaque no cenário internacional do skate ao ter sua primeira vídeo part lançada na série Watch This! do site TheBerrics.com.

### Competições Nacionais e Internacionais

#### 2019
Em 25 de maio de 2019, com apenas 12 anos, fez sua estreia em competições internacionais, onde competiu na Zumiez Best Foot Forward 2019 e conquistou seu primeiro pódio em uma competição internacional, pegando a terceira posição. No último trimestre do ano, Filipe alcançou o lugar mais alto do pódio no Nitro Junior Games da Hot Wheels 2019.

#### 2020
Filipe, em 2020, foi convidado para os "X Games Real Street Best Trick", onde realizou um Big Flip Frontside Boardslide Shove-it, que gerou grande comoção na comunidade esportiva. Posteriormente, no dia 12 de novembro, Filipe conquistou o primeiro lugar na competição Tampa AM Global Amdemics, uma das mais relevantes competições de street.

#### 2021
Em agosto de 2021, Filipe foi convidado para a etapa de Salt Lake City da SLS. Nessa ocasião, tornou-se o competidor masculino mais jovem a participar do evento e, em sua primeira participação, fez história ao se classificar para a final, conquistando o 7º lugar na classificação. No mesmo mês, Filipe competiu no Nitro Junior Games 2021, onde alcançou a segunda colocação, conquistando a medalha de prata na disputa.

#### 2024
No dia 29 de junho de 2024, ele participou do Monster Energy Men's Skateboard Street Best Trick, aos 17 anos, onde Filipe conquistou sua primeira medalha na história da competição, ficando em segundo lugar em uma Gold Match contra Nyjah Huston, um de seus ídolos na modalidade. Em sua última competição do ano, Filipe participou das qualificatórias do Super Crown na Liga Mundial de Skate Street, em um evento realizado em São Paulo, Brasil, onde alcançou a impressionante marca de três "9 Clubs" em suas cinco tentativas. Apesar de não garantir a classificação para a final, seu desempenho conquistou a admiração do público presente.

#### 2025
No decorrer de 2025, entre os dias 27 e 29 de junho, Filipe Mota participou dos X Games na etapa realizada em Salt Lake City, capital do estado de Utah, Estados Unidos, em comemoração ao 30º ano de evento, onde ele conquistou a sua primeira medalha de ouro na competição desde o início de sua carreira, ao competir na modalidade Street Best Trick.
No segundo semestre, Filipe integrou a delegação brasileira dos Jogos Pan-Americanos Júnior de 2025, realizado em Assunção, no Paraguai, na ocasião, ele foi convidado a ser um dos porta-bandeiras do Brasil, ao lado da jogadora de badminton Juliana Viana na cerimônia de abertura dos Jogos. Durante a sua estreia no evento, Mota competiu na categoria Skate Street masculino, classificando-se na primeira colocação para as finais. No entanto, durante o treino que antecedeu a decisão, ao tentar incluir novas manobras em sua linha, sofreu uma torção no tornozelo esquerdo. Apesar da lesão, isso não o impediu de conquistar a sua primeira medalha de ouro representando o Brasil, aos 18 anos, onde garantiu a sua vaga direta aos Jogos Pan-Americanos de 2027, que será realizado em Lima, no Peru.

## Prêmios e indicações

### Premiações esportivas
| Ano  | Evento                                        | Categoria         | Resultado         | Ref.   |
| ---- | --------------------------------------------- | ----------------- | ----------------- | ------ |
| 2019 | Zumiez Best Foot Forward 2019                 | Street Masculino  | Medalha de bronze | [ 8 ]  |
| 2019 | Nitro Junior Games Hot Wheels 2019            | Street Masculino  | Campeão           | [ 10 ] |
| 2020 | Tampa AM Global Amdemics                      | Street Masculino  | Campeão           | [ 11 ] |
| 2021 | Nitro Junior Games 2021                       | Street Masculino  | Medalha de prata  | [ 12 ] |
| 2024 | X Games etapa Ventura - Estados Unidos        | Street Best Trick | Medalha de prata  | [ 4 ]  |
| 2025 | X Games etapa Salt Lake City - Estados Unidos | Street Best Trick | Campeão           | [ 5 ]  |
| 2025 | Jogos Pan-Americanos Júnior - Assunção 2025   | Street Masculino  | Campeão           | [ 15 ] |